# Nocardia
Nocardia è un genere di batteri Gram-positivi, aerobi obbligati, catalasi-positivi e debolmente acido-resistenti.

## Classificazione
Questo genere ha in totale 85 specie ma se ne sospettano almeno un centinaio. Alcune specie sono non patogene, mentre altre causano diverse malattie (dette appunto "Nocardiosi"). Seguono alcune specie di Nocardia.
1. N. transvelencesis
2. N. farcinica
3. N. nova
4. N. brasiliensis
5. N. asteroides
6. N. pseudobrasiliensis
7. N. africana
8. N. veterana
9. N. brevicatena
10. N. paucivorans
11. N. otitidiscavarium
12. N. vaccinii
13. N. cerradoensis
14. N. elegans
15. N. nigiitansis
16. N. caviae
17. N. cyriacigeorgica

## Struttura
Il genere Nocardia è costituito da batteri Gram-positivi che formano filamenti ramificati molto simili alle ife delle muffe. La parete cellulare, simile a quella dei micobatteri, è costituita da acido tubercolostearico, acido meso-diaminopimelico, arabinosio, galattosio, trealosio e vari tipi di acidi micolici a catena media che rendono ragione della debole acido-resistenza. La struttura di questa parete cellulare la rende poco o per niente colorabile con il Gram, tanto che risulta in realtà Gram-negativa ma con granulazioni Gram-positive. La gran parte dei ceppi di Nocardia possiede sulla parete il fattore cordale (trealosio legato a due molecole di acido micolico a catena media), un importante fattore di virulenza. Nocardia cresce bene ma molto lentamente in colture non selettive specifiche per i funghi e i micobatteri. Le colonie presentano una morfologia piuttosto varia ma ciò che contraddistingue il genere Nocardia da tutti gli altri è la presenza di ife aeree quando osservate al microscopio da dissezione. Le colonie hanno un colore variabile dal bianco all'arancione con consistenza secca o cerosa.

## Patogenesi
In entrambi i casi questi batteri possono resistere alla fagocitosi e alla produzione di radicali dell'ossigeno come perossido d'idrogeno e superossido grazie alla produzione di catalasi e superossido dismutasi. La Nocardia, inoltre, può penetrare i fagociti e sopravvivere all'interno di essi poiché previene la fusione degli endosomi con i lisosomi grazie al fattore cordale, inibisce l'azione della fosfatasi acida e previene l'acidificazione del fagosoma all'interno del quale si trova una volta endocitata.

## Clinica
Nocardia è principalmente responsabile di malattie broncopolmonari e infezioni cutanee.
- Le infezioni a livello broncopolmonare sono rare nei pazienti sani ma possono verificarsi in pazienti immunocompromessi (ad esempio con AIDS) oppure pazienti immunocompetenti ma affetti da una malattia delle vie respiratorie come una bronchite, oppure asma ed enfisema. L'infezione si verifica in seguito ad aspirazione del patogeno nelle vie aeree superiori e trasporto da parte delle secrezioni orali nelle vie aeree inferiori. I sintomi tipici sono tosse, dispnea e febbre. La presenza di ascessi, frequente, rende difficile distinguere queste infezioni da quelle di batteri piogeni anche se con Nocardia si sviluppano lentamente.
- La nocardiosi cutanea, contratta in seguito a traumi, è spesso provocata da N. brasiliensis e può dare origine a micetomi, spesso sul piede con possibile coinvolgimento dei tessuti sottocutanei e delle ossa, infezioni linfocutanee con formazione di noduli e che seguono il decorso dei vasi linfatici similmente alla sporotricosi linfocutanea, infezioni cutanee superficiali e infezioni cutanee secondarie che seguono a infezioni broncopolmonari. Sia le nocardiosi cutanee che quelle polmonari tendono a dare origine ad ascessi. Nocardia diffonde facilmente alle meningi o al cervello, provocando meningite cronica o ascessi.

## Epidemiologia
Nocardia si trova principalmente nel suolo, specialmente se ricco di materia organica. È un batterio esogeno e colonizza in particolare pazienti immunocompromessi.

## Diagnosi
La diagnosi viene effettuata mediante prelievo di campioni da espettorato o ascessi dove il batterio è comunemente presente, segue un esame microscopico. L'isolamento di Nocardia viene effettuato sul terreno a base di agar tamponato con estratto di lievito e carbone, usato anche per Legionella, ma questo batterio può crescere anche su terreni per l'isolamento fungino. Il batterio è a lenta crescita e occorrono 3-7 giorni di incubazione in atmosfera al 5-10% di CO2 per distinguerlo. La differenziazione tra una specie e l'altra si basa su analisi molecolari dei geni per l'rRNA e geni housekeeping.

## Terapia
Le infezioni localizzate vengono trattate con trimetoprim-sulfametossazolo. Nei casi gravi si preferisce combinare amikacina ad carbapenemico o ad una cefalosporina ad ampio spettro. Malgrado ciò, i pazienti immunocompromessi tendono ad avere una prognosi sfavorevole anche in seguito a trattamento.